# 985
| 985                |
| ------------------ |
| Dødsfald - Fødsler |
|                    |

| Gregoriansk kalender | 985 CMLXXXV             |
| Ab urbe condita      | 1738                    |
| Armensk kalender     | 434 ԹՎ ՆԼԴ              |
| Kinesiske kalender   | 3681 – 3682 甲申 – 乙酉 |
| Etiopisk kalender    | 977 – 978               |
| Jødisk kalender      | 4745 – 4746             |
| Hindukalendere       |                         |
| - Vikram Samvat      | 1040 – 1041             |
| - Shaka Samvat       | 907 – 908               |
| - Kali Yuga          | 4086 – 4087             |
| Iransk kalender      | 363 – 364               |
| Islamisk kalender    | 374 – 375               |

Konge i Danmark: Harald Blåtand 958/64-985 og Toke Gormsen 985-986
Se også 985 (tal)

## Begivenheder
- Erik den Røde udvandrer med 14 skibe til Grønland
- Bjarke Herlufsøn opdager Amerika, det vil sige Markland (Newfoundland), Vinland (Labrador), Bjørneø og Helluland (Baffin Island).

## Dødsfald
- Harald Blåtand